# فوجیان
فوجیان (به چینی: 福建)، (به انگلیسی: Fujian) یکی از استان‌های کشور چین است.
این استان در جنوب شرقی این کشور قرار گرفته‌است و مرکز آن شهر فوژوو است.
جمعیت آن بالغ بر سی و پنج میلیون نفر است.
مساحت این استان برابر ۱۲۱٬۴۰۰ کیلومتر مربع است.

## پیوندها
- وبگاه گردشگری فوجیان